# Sigbjørn Hølmebakk
Sigbjørn Hølmebakk (ur. 2 lutego 1922 w Feda, zm. 25 listopada 1981 w Oslo) – norweski pisarz i publicysta.

## Życie
Był jednym z inicjatorów powstania norweskiej Sosialistisk Folkeparti (socjalistycznej partii ludowej), a także lewicowym aktywistą przeciwko rozpowszechnianiu broni jądrowej. Opublikował kronikę dotyczącą prześladowania komunistów w Norwegii (1961). Debiut literacki w 1950 (Ikke snakk om høsten). Część powieści została sfilmowana. 
Był żonaty kilka razy i miał łącznie ósemkę dzieci, z których część także została pisarzami. 

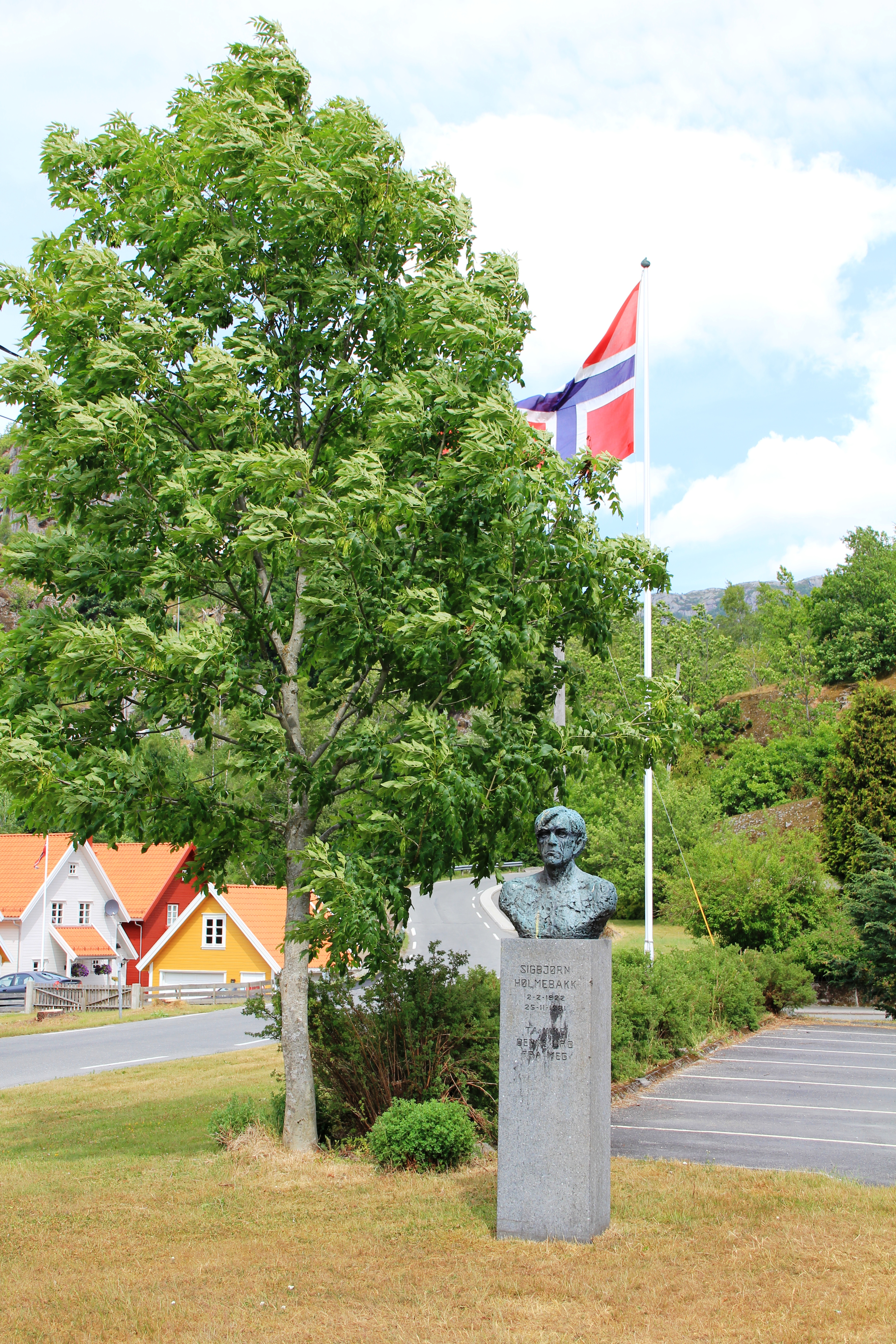
Pomnik w Feda

## Dzieła
- Ikke snakk om høsten, nowela, (1950),
- Det hvite fjellet, powieść, (1954),
- Menneskefiskeren, powieść (1956),
- Salve sauegjeter, dziecięca, (1959),
- Emigranten, powieść, (1959),
- Fimbulvinteren (Tamta zima), powieść, (1964, polskie wydanie - 1972, Wydawnictwo Poznańskie),
- Hurra for Andersens, powieść, (1966),
- Jentespranget, powieść, (1970),
- Tolv trøndere og to andre fortellinger, nowela, (1973),
- Hundevakt, grålysning , artykuł, (1974),
- Karjolsteinen, powieść (1975),
- Sønnen, powieść, (1978),
- Fredlaustona, pośmiertnie (1983).

## Nagrody
- Gyldendals legat - 1956,
- Kritikerprisen - 1975,
- Nagroda Doblouga - 1976.